# Sondermunitionslager Stilleking
Das Sondermunitionslager Stilleking lag etwa drei Kilometer südlich der Stadt Lüdenscheid, Märkischer Kreis, innerhalb des heutigen Naturschutzgebietes Stilleking.
Hier wurden ab 1960 atomare Sprengköpfe der belgischen Armee für die Kurzstreckenrakete Honest John und die Haubitze M115 Kaliber 203 mm gelagert. Die Sprengköpfe wurden 1963 ins Sondermunitionslager Lahn im Emsland verlegt. Für die Bewachung wurde die 552nd U.S. Army Artillery Group eingesetzt.
Folgende Munitionstypen wurden zwischen 1960 und 1963 bevorratet:
Für die Raketenartillerie John Gefechtsköpfe vom Typ W-31 mit der Sprengkraft (in Kilotonnen TNT):
- Version Mod. 0 Y1: 2 KT
- Version Mod. 0 Y2: 40 KT
- Version Mod. 3 Y3: 20 KT

Für die Rohrartillerie Haubitze 203 mm Gefechtsköpfe vom Typ W-33 mit der Sprengkraft:
- Version Mod. 0 Y1: 0,5 KT
- Version Mod. 1 Y2: 40 KT
- Version Mod. 1 Y3: 10 KT
- Version Mod. 1 Y4: 5 KT